# Заріг
За́ріг — село в Україні, у Оржицькій селищній громаді Лубенського району Полтавської області. Населення становить 1100 осіб. До 2020 орган місцевого самоврядування — Зарізька сільська рада.

## Географія
Село Заріг розташоване на правому березі річки Оржиця, вище за течією на відстані 1 км розташоване село Теремецьке, нижче за течією примикає смт Оржиця, на протилежному березі — села Маяківка і Онішки. Село витягнуто вздовж річки на 8 км.
В селі розташований Зарізький парк.

## Символіка
Герб і прапор затверджені 11 серпня 2003 року рішенням сесії Зарізької сільської ради. Герб є промовистим.
Щит скошений зліва, на верхньому золотому полі сигль «З», на нижньому зеленому полі стилізований ріг з гілочкою калини (стебла і листочки золоті, ягоди червоного кольору). Щит увінчує золота сільська корона з п'яти колосків.
Золото — символ багатства та щедрості степових рівнин. Зелений колір означає багаті природні ресурси (ліси і луки). Червоний нагадує про складну історію, є символом військової звитяги та непереможності. Для розкриття назви поселення використано асоціативні символи-літеру «З» і золотий стилізований ріг, а калина є уособленням України, її землі й народу.

## Історія
Назву село отримало від урочища «Рогове». Це глибокий яр з лісом, що вузьким рогом виходить до старого Лубенського шляху на Золотоношу. Тут, звернувши за ріг, з другої половини XVI століття почали осідати перші поселенці, втікачі-кріпаки із-за Дніпра. Так закріпилася назва.
Особливо багатолюдним стало поселення після розорення Запорозької Січі. Степова рівнина, багатий чорнозем і широкі луки сприяли швидкому росту хутора. Через кілька десятків років тут виросла не одна сотня хат.
Після спорудження 1855 року Митрофанівської церкви Заріг дістав статус села. Воно не було кріпацьким. Територія поселення входила до Лубенського і Кропивнянського полків, Городищенської, Лукімської і Яблунівської сотень.
У 1923—1962 та 1965—2020 роках Заріг входив до складу Оржицького району. У 1962—1965 та із 2020 року — у складі Лубенського району.
12 червня 2020 року, відповідно до розпорядження Кабінету Міністрів України № 721-р «Про визначення адміністративних центрів та затвердження територій територіальних громад Полтавської області», село увійшло до складу Оржицької селищної громади.
19 липня 2020 року, в результаті адміністративно — територіальної реформи та ліквідації Оржицького району, село увійшло до складу новоутвореного Полтавського району.

## Політика

### Парламентські вибори, 2019
На позачергових парламентських виборах 2019 року у селі функціонувала окрема виборча дільниця № 530660, розташована у приміщенні школи.
Результати
- зареєстровано 998 виборців, явка 57,21 %, найбільше голосів віддано за «Слугу народу» — 50,44 %, за Всеукраїнське об'єднання «Батьківщина» — 15,52 %, за Радикальну партію Олега Ляшка — 10,58 %.[4] В одномандатному окрузі найбільше голосів отримала Анастасію Ляшенко (Слуга народу) — 27,58 %, за Костянтина Іщейкіна (самовисування) — 19,22 %, за Фахраддіна Мухтарова (самовисування) — 17,44 %[5].

## Економіка
- ТОВ «Оржицький молокозавод»;
- СФГ «Світанок».

## Об'єкти соціальної сфери
- Зарізька загальноосвітня школа I-III ступенів ім. М. Т. Симонова (Номиса);
- Дитсадок;
- Відділення «Укрпошти»;
- Будинок культури;
- Бібліотека.

## Відомі люди

### Народилися
- Матвій Номис (1823—1900) (справжнє ім'я — Матвій Терентійович Симонов) — український етнограф, фольклорист, письменник і педагог, укладач і видавець одного з найповніших і найавторитетніших зібрань-антології українського усного фольклору малих жанрів «Українські приказки, прислів'я і таке інше».
- Василь Бурма (1936) — український журналіст, фотохудожник, краєзнавець.
- Масенко Олександр Миколайович (1949) — український політик, народний депутат України 2 та 3 скликань, член фракції КПУ.